# Campeonato de Futebol Sub-16 da OFC de 2018
O Campeonato Sub-16 da OFC em 2018 foi a 18ª edição do campeonato bienal internacional Sub-16/Sub-17, organizado pela Confederação de Futebol da Oceania (OFC) para seleções masculinas sub-16/sub-17 da Oceania. A fase de qualificação foi realizada em Tonga entre 14 e 20 de julho de 2018 e o torneio final foi realizado nas Ilhas Salomão entre 9 e 22 de setembro de 2018.
Antes do último torneio, o limite de idade foi reduzido em um ano para os 16 anos de idade. No entanto, o último torneio continuou com o nome Campeonato Sub-17. Para este torneio, o nome mudou para o Campeonato Sub-16. Assim, os jogadores que querem participar do torneio precisam nascer em ou após 1º de janeiro de 2002. Em uma reunião do Comitê Executivo da OFC realizada em sua sede em Auckland, em novembro de 2013, o formato da competição foi modificado. A competição foi antecipada em um ano e o limite de idade foi reduzido para 16 anos de idade. As mudanças foram feitas para permitir que o vencedor da competição tenha muito tempo para preparação e desenvolvimento de jogadores para as próximas Copas do Mundo Sub-17.
Em março de 2015, a FIFA decidiu que a OFC ganha duas vagas em todas as edições da Copa do Mundo Sub-20 e Sub-17 da FIFA. Assim, as duas melhores equipes do torneio se classificaram para a Copa do Mundo FIFA Sub-17 de 2019 no Brasil, como representantes da OFC.
A Nova Zelândia, defensora do título, conquistou-o pela oitava vez.

## Formato
A estrutura do torneio é a seguinte:
- Fase de qualificação: As quatro equipas das "associações em desenvolvimento" (Samoa Americana, Ilhas Cook, Samoa e Tonga) jogam na fase de qualificação. O vencedor do torneio round-robin se qualifica para o torneio final.
- Torneio final: Um total de oito equipes jogarão na fase final. Para a fase de grupos, eles são divididos em dois grupos de quatro equipes. As duas melhores equipes de cada grupo avançam para a fase eliminatória (semifinais e final) para decidir o vencedor do Campeonato Sub-16 da OFC e as duas equipes que se classificam para a Copa do Mundo Sub-17 da FIFA.

O sorteio do torneio foi realizado em 2 de fevereiro de 2018 na sede da OFC em Auckland, Nova Zelândia. Tanto na fase de qualificação como na fase final, os anfitriões (Tonga e Ilhas Salomão) foram designados para posicionar A1 no sorteio, enquanto as restantes equipas foram sorteadas para as outras posições sem qualquer distribuição.

## Participantes
Todas as 11 equipas afiliadas à FIFA, da OFC participaram do torneio.
| Time                      | Etapa                          | Participação | Melhores colocações                                       |
| ------------------------- | ------------------------------ | ------------ | --------------------------------------------------------- |
| Fiji                      | Torneio Final (Fase de grupos) | 17º          | Vice-campeão (1999)                                       |
| Nova Caledônia            | Torneio Final (Fase de grupos) | 11º          | Vice-campeão (2003, 2013, 2017)                           |
| Nova Zelândia             | Torneio Final (Fase de grupos) | 16º          | Campeão (1997, 2007, 2009, 2011, 2013, 2015, 2017)        |
| Papua-Nova Guiné          | Torneio Final (Fase de grupos) | 9º           | Semi final (2017), Quarto lugar (1986)                    |
| Ilhas Salomão (anfitrião) | Torneio Final (Fase de grupos) | 9º           | Vice-campeão (1993)                                       |
| Taiti                     | Torneio Final (Fase de grupos) | 13º          | Vice-campeão (2007, 2009, 2011, 2015)                     |
| Vanuatu                   | Torneio Final (Fase de grupos) | 14º          | Vice-campeão (2005)                                       |
| Samoa Americana           | Fase preliminar                | 8º           | Fase de grupos (1999, 2001, 2003, 2011, 2015)             |
| Ilhas Cook                | Fase preliminar                | 9º           | Fase de grupos (1997, 1999, 2003, 2005, 2011, 2013, 2015) |
| Samoa                     | Fase preliminar                | 8º           | Fase de grupos (1997, 1999, 2001, 2003, 2015, 2017)       |
| Tonga (anfitrião)         | Fase preliminar                | 9º           | Fase de grupos (1999, 2001, 2003, 2005, 2011, 2015)       |

## Sedes
Os anfitriões da fase de qualificação e do torneio final foram anunciados pela OFC em 31 de outubro de 2017.
A fase de qualificação foi disputada no Loto-Tonga Soka Center, em Nuku'alofa, Tonga.
O torneio final foi jogado no Estádio Lawson Tama em Honiara, Ilhas Salomão.

## Qualifying stage
O vencedor avança para o torneio final (fase de grupos).
Todos os horários são locais, TOT (UTC+13).
| Pos | Equipe          | Pts | J | V | E | D | GP | GC | SG  | Classificado                   |
| --- | --------------- | --- | - | - | - | - | -- | -- | --- | ------------------------------ |
| 1   | Samoa           | 9   | 3 | 3 | 0 | 0 | 22 | 3  | +19 | Final tournament (Group stage) |
| 2   | Samoa Americana | 4   | 3 | 1 | 1 | 1 | 8  | 13 | −5  |                                |
| 3   | Tonga (H)       | 2   | 3 | 0 | 2 | 1 | 2  | 11 | −9  |                                |
| 4   | Ilhas Cook      | 1   | 3 | 0 | 1 | 2 | 1  | 6  | −5  |                                |

| 14 julho 2018 | Samoa                              | 3–0    | Ilhas Cook | Loto-Tonga Soka Centre, Nukuʻalofa                      |
| 11:00         | - Filimalae 37', 75' - Belcher 45' | Resumo |            | Público: 200 Árbitro: Campbell-Kirk Waugh (New Zealand) |

| 14 julho 2018 | Samoa Americana           | 2–2    | Tonga                             | Loto-Tonga Soka Centre, Nukuʻalofa          |
| 14:15         | - Tiatia 51' - Taumua 53' | Resumo | - Tuiono 58' - Muavesi 79' (pen.) | Público: 300 Árbitro: Joel Hopken (Vanuatu) |

| 17 julho 2018 | Samoa Americana                              | 3–10   | Samoa | Loto-Tonga Soka Centre, Nukuʻalofa               |
| 11:00         | - Taumua 41' (pen.), 45' - Lauvao 70' (pen.) | Resumo | - Saofaiga 3', 8' - Tumua Leo 14', 74' - Nanumea 22', 44' - Mano 77' (pen.) - Belcher 90' - Filimalae 90', 90+6' | Público: 100 Árbitro: Ben Aukwai (Ilhas Salomão) |

| 17 julho 2018 | Tonga | 0–0    | Ilhas Cook | Loto-Tonga Soka Centre, Nukuʻalofa          |
| 14:00         |       | Resumo |            | Público: 200 Árbitro: Joel Hopken (Vanuatu) |

| 20 julho 2018 | Ilhas Cook             | 1–3    | Samoa Americana                                           | Loto-Tonga Soka Centre, Nukuʻalofa               |
| 11:00         | - Mateariki 50' (pen.) | Resumo | - Taumua 31' (pen.) - Lauvao 67' (pen.) - Leatualevao 86' | Público: 150 Árbitro: Ben Aukwai (Ilhas Salomão) |

| 20 julho 2018 | Tonga | 0–9    | Samoa                                                                                             | Loto-Tonga Soka Centre, Nukuʻalofa                      |
| 14:00         |       | Resumo | - Nanumea 8' (pen.), 30', 37', 45+1', 75' - Belcher 22' - Saofaiga 23' - Filimalae 39' - Mano 52' | Público: 200 Árbitro: Campbell-Kirk Waugh (New Zealand) |

## Fase de grupos
Os dois melhores colocados de cada grupo avançam para a fase final.
Todos os horários são locais, SBT (UTC+11).

### Grupo A
| Pos | Equipe            | Pts | J | V | E | D | GP | GC | SG  | Classificado   |
| --- | ----------------- | --- | - | - | - | - | -- | -- | --- | -------------- |
| 1   | Ilhas Salomão (H) | 9   | 3 | 3 | 0 | 0 | 15 | 0  | +15 | Knockout stage |
| 2   | Nova Zelândia     | 6   | 3 | 2 | 0 | 1 | 12 | 8  | +4  | Knockout stage |
| 3   | Papua-Nova Guiné  | 3   | 3 | 1 | 0 | 2 | 8  | 9  | −1  |                |
| 4   | Vanuatu           | 0   | 3 | 0 | 0 | 3 | 0  | 18 | −18 |                |

| 9 setembro 2018 | Vanuatu | 0–8    | Nova Zelândia                                                                                | Estádio Lawson Tama, Honiara                 |
| 10:00           |         | Resumo | - Verney 9', 24' - Wilson 25' - Hamilton 37', 45+1' - Van Hattum 55' (pen.), 76' - Lee 90+3' | Público: 700 Árbitro: Norbert Hauata (Taiti) |

| 9 setembro 2018 | Papua-Nova Guiné | 0–5 (mais tarde perdida pelas Ilhas Salomão) | Ilhas Salomão                                  | Estádio Lawson Tama, Honiara                |
| 15:00           |                  | Resumo                                       | - Le'ai 12', 30' (pen.), 41', 90+2' - Satu 70' | Público: 3,500 Árbitro: Salesh Chand (Fiji) |

| 12 setembro 2018 | Papua-Nova Guiné                                     | 5–0    | Vanuatu | Estádio Lawson Tama, Honiara                      |
| 10:00            | - Beschel 7', 79' - Ila 19' - Devi 56' - Wadunah 70' | Resumo |         | Público: 200 Árbitro: Sione Mau (Samoa Americana) |

| 12 setembro 2018 | Ilhas Salomão                                       | 5–0 (mais tarde perdida pelas Ilhas Salomão) | Nova Zelândia | Estádio Lawson Tama, Honiara                   |
| 15:00            | - Wae 18' - Le'ai 41', 85' - Kofana 55' - Keana 87' | Resumo                                       |               | Público: 6,000 Árbitro: Norbert Hauata (Taiti) |

| 15 setembro 2018 | Nova Zelândia                              | 4–3    | Papua-Nova Guiné        | Estádio Lawson Tama, Honiara                |
| 10:00            | - Hamilton 47', 55' - Wilson 48' - Old 83' | Resumo | - Beschel 37', 75', 90' | Público: 2,000 Árbitro: Salesh Chand (Fiji) |

| 15 setembro 2018 | Ilhas Salomão                                     | 5–0 (mais tarde perdida pelas Ilhas Salomão) | Vanuatu | Estádio Lawson Tama, Honiara                  |
| 15:00            | - Wae 4' - H. Pao 20' - Le'ai 47' - Mani 53', 64' | Resumo                                       |         | Público: 8,000 Árbitro: Sione Lelenga (Tonga) |

### Grupo B
| Pos | Equipe         | Pts | J | V | E | D | GP | GC | SG | Classificado   |
| --- | -------------- | --- | - | - | - | - | -- | -- | -- | -------------- |
| 1   | Taiti          | 9   | 3 | 3 | 0 | 0 | 10 | 2  | +8 | Knockout stage |
| 2   | Fiji           | 6   | 3 | 2 | 0 | 1 | 4  | 5  | −1 | Knockout stage |
| 3   | Nova Caledônia | 1   | 3 | 0 | 1 | 2 | 2  | 4  | −2 |                |
| 4   | Samoa          | 1   | 3 | 0 | 1 | 2 | 4  | 9  | −5 |                |

| 10 setembro 2018 | Samoa          | 2–3    | Fiji                                 | Estádio Lawson Tama, Honiara                        |
| 12:00            | - Mano 7', 18' | Resumo | - Kumar 45+2' - Sela 63', 79' (pen.) | Público: 200 Árbitro: Hamilton Siau (Ilhas Salomão) |

| 10 setembro 2018 | Nova Caledônia | 1–2    | Taiti                    | Estádio Lawson Tama, Honiara                     |
| 15:00            | - Matha 76'    | Resumo | - Sangue 10' - Kaiha 52' | Público: 1,000 Árbitro: Cory Mills (New Zealand) |

| 13 setembro 2018 | Fiji | 0–3    | Taiti                         | Estádio Lawson Tama, Honiara                      |
| 10:00            |      | Resumo | - Kaiha 36', 56' - Gitton 47' | Público: 200 Árbitro: George Time (Ilhas Salomão) |

| 13 setembro 2018 | Samoa           | 1–1    | Nova Caledônia | Estádio Lawson Tama, Honiara                |
| 15:00            | - Filimalae 44' | Resumo | - Kutran 23'   | Público: 250 Árbitro: Joel Hopken (Vanuatu) |

| 16 setembro 2018 | Fiji        | 1–0    | Nova Caledônia | Estádio Lawson Tama, Honiara                 |
| 10:00            | - Kumar 45' | Resumo |                | Árbitro: David Yareboinen (Papua Nova Guiné) |

| 16 setembro 2018 | Taiti                                                        | 5–1    | Samoa          | Estádio Lawson Tama, Honiara                  |
| 15:00            | - Hanere 11' - Labaste 45+4' (pen.), 50' - Gitton 45+6', 55' | Resumo | - Filimalae 2' | Público: 1,000 Árbitro: Joel Hopken (Vanuatu) |

## Fase final

### Chaveamento
|  | Semifinal               | Semifinal                      |                         |       | Final | Final |
|  |                         |                                |                         |       |       |       |
|  | 19 de Setembro– Honiara |                                |                         |       |       |       |
|  |                         |                                |                         |       |       |       |
|  | Ilhas Salomão           | 3                              |                         |       |       |       |
|  | Ilhas Salomão           | 3                              | 22 de Setembro– Honiara |       |       |       |
|  | Fiji                    | 1                              |                         |       |       |       |
|  | Fiji                    | 1                              | Ilhas Salomão           | 0 (4) |       |       |
|  | 19 de Setembro– Honiara |                                | Ilhas Salomão           | 0 (4) |       |       |
|  |                         | Nova Zelândia Predefinição:Pso | 0 (5)                   |       |       |       |
|  | Taiti                   | Nova Zelândia Predefinição:Pso | 0 (5)                   | 1     |       |       |
|  | Taiti                   |                                |                         | 1     |       |       |
|  | Nova Zelândia           | 4                              |                         |       |       |       |
|  | Nova Zelândia           | 4                              | Terceiro lugar          |       |       |       |
|  |                         |                                |                         |       |       |       |
|  | 22 de Setembro– Honiara |                                |                         |       |       |       |
|  |                         |                                |                         |       |       |       |
|  | Fiji                    | 1                              |                         |       |       |       |
|  | Fiji                    | 1                              |                         |       |       |       |
|  | Taiti                   | 2                              |                         |       |       |       |

### Semi finais
Vencedor qualifica-se para a Copa do Mundo FIFA Sub-17 de 2019.
| 19 setembro 2018 | Ilhas Salomão                | 3–1 (mais tarde perdida pelas Ilhas Salomão) | Fiji           | Estádio Lawson Tama, Honiara                                |
| 10:00            | - Mani 1', 29' - Le'ai 90+1' | Resumo                                       | - Pillay 45+3' | Público: 8,000 Árbitro: David Yareboinen (Papua Nova Guiné) |

| 19 setembro 2018 | Taiti        | 1–4    | Nova Zelândia                                            | Estádio Lawson Tama, Honiara                        |
| 15:00            | - Sangue 79' | Resumo | - Van Hattum 2' - Hamilton 13', 24' - Garbett 82' (pen.) | Público: 2,500 Árbitro: George Time (Ilhas Salomão) |

### Third place match
| 22 setembro 2018 | Fiji         | 1–2    | Taiti                      | Estádio Lawson Tama, Honiara                  |
| 10:00            | - Naresh 89' | Resumo | - Gitton 28' - Holozet 78' | Público: 1,500 Árbitro: Sione Lelenga (Tonga) |

### Final
| 22 setembro 2018 | Ilhas Salomão | 0–0 (mais tarde perdida pelas Ilhas Salomão | Nova Zelândia | Estádio Lawson Tama, Honiara                    |
| 15:00            |               | Resumo                                      |               | Público: 12,000 Árbitro: Norbert Hauata (Taiti) |

## Gol(o)scorers
8 gol(o)s
- Raphael Le'ai

7 gol(o)s
- Jarvis Filimalae (5 na fase preliminar)
- Falaniko Nanumea (na fase preliminar)

6 gol(o)s
- Henry Hamilton

5 gol(o)s
- Siegfried Beschel

4 gol(o)s
- Gabriel Taumua (na fase preliminar)
- Lotial Mano (2 na fase preliminar)
- Charles Mani
- Tehotu Gitton

3 gol(o)s
- Oskar Van Hattum
- Fetuao Belcher (na fase preliminar)
- Kawasaki Saofaiga (na fase preliminar)
- Denji Kaiha

2 gol(o)s
- Peter Lauvao (na fase preliminar)
- Josaia Sela
- Ryan Verney
- Bradley Wilson
- John Tumua Leo (na fase preliminar)
- Javin Wae
- Ariiura Labaste
- Tekaki Sangue

1 goal
- Xavior Leatualevao (na fase preliminar)
- Milo Tiatia (na fase preliminar)
- Toru Mateariki (na fase preliminar)
- Eshan Kumar
- Nikhi Pillay
- Rahul Naresh
- Ruben Kutran
- Andre Matha
- Matt Garbett
- Joseph Lee
- Benjamin Old
- Morris Devi
- Renagi Ila
- Akaya Wadunah
- Maxwell Keana
- Leon Kofana
- Hamilton Pao
- Chris Satu
- Heihau Hanere
- Tehauarii Holozet
- Joseph Muavesi (na fase preliminar)
- Henry Tuiono (na fase preliminar)

## Palmarés
A Bola de Ouro é concedido ao melhor jogador do torneio. O Luva de Ouro é atribuído ao melhor guarda-redes do torneio. O Chuteira de Ouro é atribuído ao melhor marcador do torneio. O Fair Play é concedido à equipe com o melhor histórico disciplinar no torneio.
| Premiação        | Premiado                  |
| ---------------- | ------------------------- |
| Bola de ouro     | Raphael Le'ai             |
| Luva de ouro     | Alex Paulsen              |
| Chuteira de ouro | Raphael Le'ai (8 gol(o)s) |
| Fair Play        | Ilhas Salomão             |